# Upingtonia
Upingtonia (català Upingtònia) fou un efímer estat bòer que va existir del 1885 al 1887 a l'actual Namíbia.
Entre els anys 1874 i 1880, molts grangers van migrar des del Transvaal al que llavors era el sud d'Angola (Dorsland Trek 1874-1880). Alguns bòers van tenir conflictes amb les autoritats colonials portugueses, i alguns d'ells van decidir tornar al Transvaal, mentre que altres van emigrar més cap al sud.
El 1885 un sud-africà de nom William Jordan va comprar cinquanta mil kilòmetres quadrats de terra per 300 lliures (pagades amb 20 armes de foc, un cavall amb sal i un barril de brandi) a Kambonde, el cap dels ondonga del interior del nord de la moderna Namíbia, que confiava en l'ajut de Jordan per derrotar el seu rival pel poder, Nehale. Aquesta terra s'estenia gairebé 170 quilòmetres (110 milles) entre Okaukuejo a l'oest i Fischer Pan a l'est. Jordan va proclamar (20 d'octubre de 1885) la República d'Upingtònia (Upingtonia Republic) del nom del primer ministre de la colònia del Cap de Bona Esperança, Thomas Upington, l'ajuda del qual esperava rebre. Jordan fou el comandant mentre la presidència fou per George Diederik P. Prinsloo (1820-1888). En aquest temps la població de Upingtonia era d'uns 500 colons i la capital era a Grootfontein. El 1886, per la major influència dels elements bòers que s'aturaven allí en el seu retorn cap a Transvaal, la república va prendre el nom de Lydensrust o Lijdensrust o Lydensrust (1886).
El 1887 el cap herero Nehele va atacar la regió i Jordan va morir a la lluita. Per escapar a la conquesta, els colons van acceptar la sobirania alemanya (els alemanys acabaven d'establir-se a la que fou anomenada Àfrica Sud Occidental Alemanya) i la república es va dissoldre (juny de 1887).

## Bandera
No s'ha pogut establir quina fou la bandera de la república, però es pensa que inicialment fou el voortrekker vlag (Bandera dels pioners) o kruisvlag o Potgieter vlag (per ser obra de Andries Hendrik Potgieter), tal com s'havia dissenyat després del 1840, és a dir amb la fimbriació blanca. Després del 1886 la bandera fou segurament el virkleur del Transvaal; el 1887 es va hissar la bandera alemanya de tres colors.